# Xylophanes theylia
Xylophanes theylia är en fjärilsart som beskrevs av Carl von Linné 1767. Xylophanes theylia ingår i släktet Xylophanes och familjen svärmare. Inga underarter finns listade i Catalogue of Life.